# Headington Shark

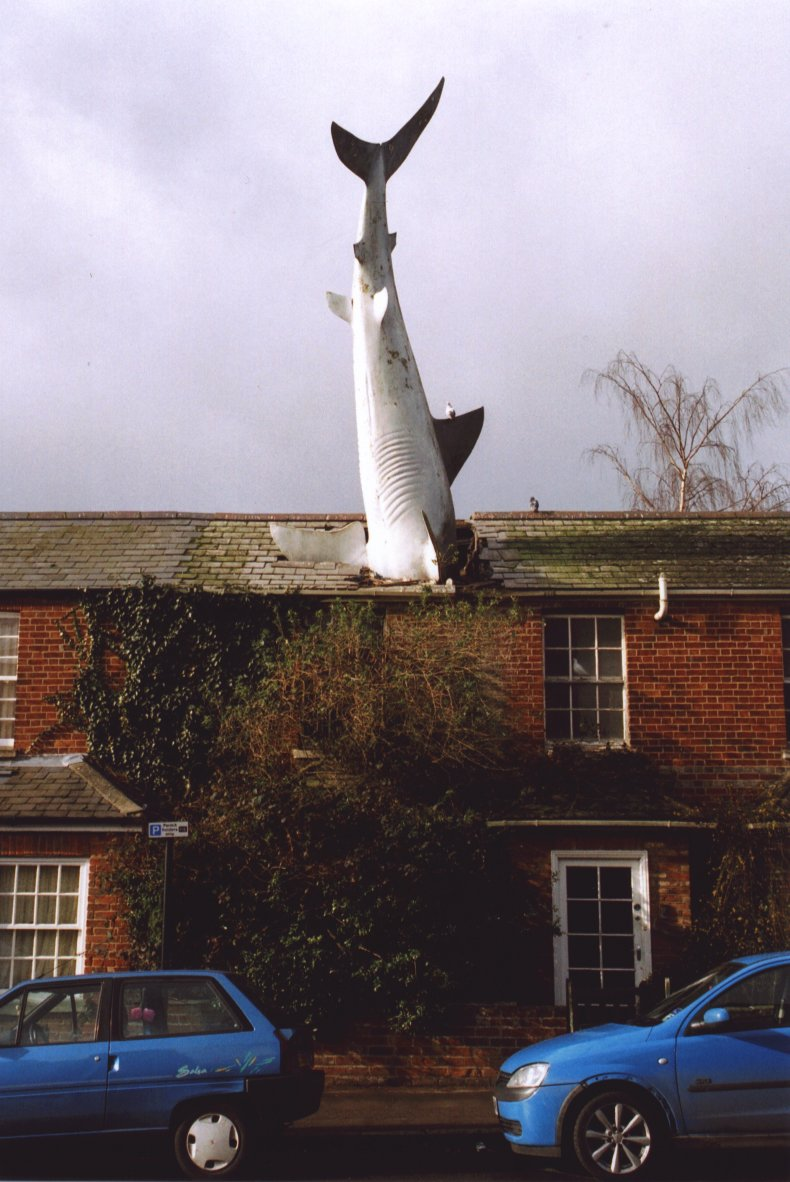
Primo piano dello squalo di Headington dopo la ristrutturazione del 2007.

L'Headington Shark (/hɛdɪŋtʌn ʃɑːk/; in lingua italiana Squalo di Headington), ufficialmente chiamato Untitled 1986 e conosciuto anche col nome di Oxford Shark, è una scultura di vetroresina, alta circa 7 metri e mezzo, posta sul tetto di una casa di New High Street, nel distretto di Headington, ubicato nella città britannica di Oxford.
La scultura, prodotta dall'inglese John Buckley, vuole costituire un monito sul pericolo costituito dall'energia nucleare e lo fa cercando di esprimere «l'impotenza, la rabbia e la disperazione» ad esso associate; lo squalo è stato infatti creato in occasione del quarantunesimo anniversario dei bombardamenti atomici di Hiroshima e Nagasaki.
Inizialmente la statua non riscosse molto successo: infatti i residenti di Headington la volevano abbattere. Ciononostante Buckley in seguito ricevette un premio e lo squalo è diventato perfino un'attrazione turistica.

## Storia

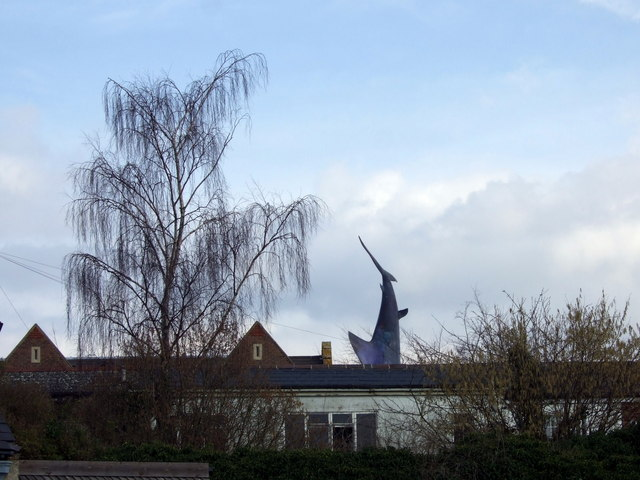
Lo squalo fotografato da Lime Walk.

Lo squalo è stato la prima attrazione di Oxford non ubicata all'interno nel suo centro storico.
Lo Headington Shark venne prodotto dallo scultore britannico John Buckley e venne posto il 9 agosto 1986 sul tetto dell'abitazione dell'imprenditore dell'Illinois Bill Heine, che già possedeva molti cinema della città. Non è ancora chiaro se Buckley abbia realizzato e installato lo squalo con le dovute autorizzazioni.
Inizialmente lo squalo, creato per commemorare i bombardamenti atomici di Hiroshima e Nagasaki, non riscosse molto successo, venendo perfino definito dai residenti di Headington «antiestetico, controverso e divisivo». Anche il Comune di Oxford espresse la volontà di rimuovere la scultura, sostenendo che quest'ultima potesse risultare rischiosa per l'incolumità degli abitanti dell'abitazione, senza tuttavia riuscire a dimostrarlo.
Quando, inoltre, la scultura divenne un aspetto identificativo del quartiere, attirando anche l'interesse turistico, il comune rinunciò definitivamente alla sua rimozione.
Nel 2007 sia la casa che lo squalo vennero ristrutturati in modo da evitare eventuali crolli.

## Significato

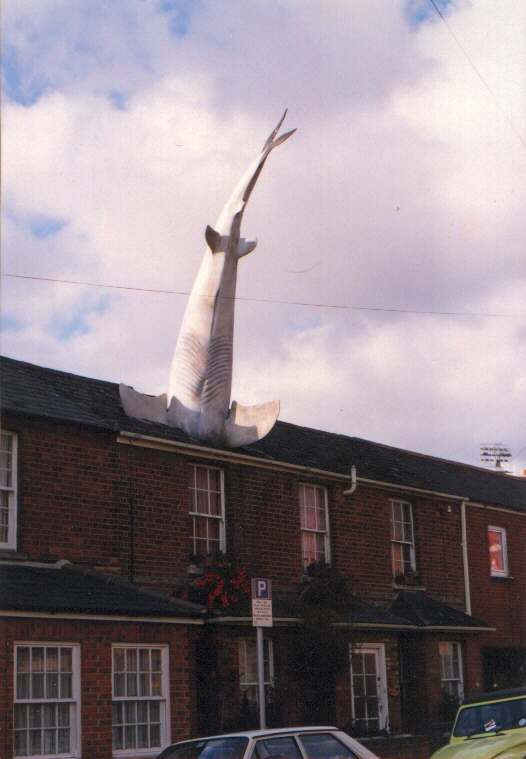
Ecco come appariva lo squalo nel 1990.

La statua è stata creata pochi mesi dopo il disastro nucleare di Cernobyl con l'intento di commemorare la caduta delle bombe atomiche su Hiroshima e Nagasaki. Lo scultore ha voluto così esprimere le proprie emozioni di fronte al pericolo rappresentato dall'energia nucleare.
L'importanza dell'opera è stata evidenziata da Bill Heine:

## Influenza culturale

### Preambolo
L'Headington Shark non riscosse inizialmente un grande successo. Infatti, come già accennato, i residenti di Headington lo reputarono antiestetico e ne proposero anche la rimozione.
In ogni caso, lentamente lo squalo diventò un simbolo di Headington, tanto che la pagina web ufficiale del sobborgo lo definisce «il più famoso residente di Headington». Infatti a partire dal XXI secolo lo squalo è divenuto la mascotte di Headington.
All'interno del distretto lo squalo è diventato tanto noto che, nel 2011, si è persino festeggiato il venticinquesimo anniversario dalla sua costruzione, che gli abitanti hanno affettuosamente denominato «25º compleanno». Durante l'anniversario, in cui sono stati offerti cibi e bevande, Bill Heine ha anche autografato una sua opera, The Hunting of the Shark, scritto poco prima del 25º anniversario.

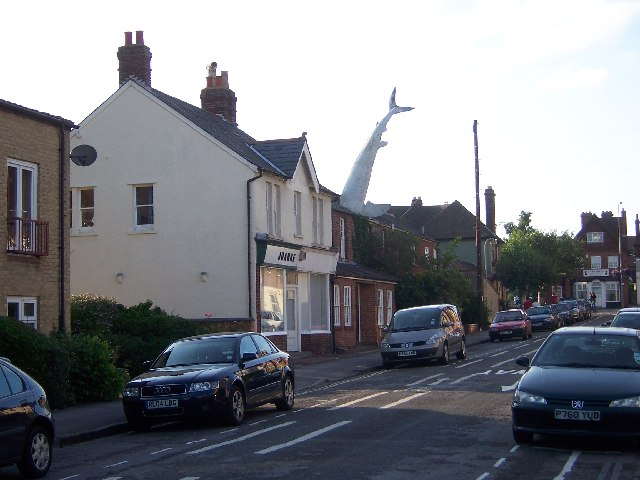
Lo squalo visto da lontano.

### Nella letteratura
Lo Headington Shark è stato citato nelle opere One Little Finger; e Oxford: a cultural and literary companion.
Sull'argomento è stato perfino scritto un libro, denominato The Hunting of the Shark; il testo è stato elaborato da Bill Heine in persona.

### Nel giornalismo
Lo squalo è nominato in numerose riviste, perlopiù locali; si citano a tale proposito l'Oxford Mail o l'Oxford Times.
Alcune volte la scultura è stato menzionata persino in notissimi quotidiani britannici, quali il Guardian oppure il Times.